# Bannu (Distrikt)
Der Distrikt Bannu ist ein Verwaltungsdistrikt in Pakistan in der Provinz Khyber Pakhtunkhwa. Sitz der Distriktverwaltung ist die gleichnamige Stadt Bannu.
Der Distrikt hat eine Fläche von 1227 km² und nach der Volkszählung von 2017 1.167.892 Einwohner. Die Bevölkerungsdichte beträgt 952 Einwohner/km².

## Geografie
Der Distrikt befindet sich im Süden der Provinz Khyber Pakhtunkhwa, die sich im Norden von Pakistan befindet.

## Demografie
Zwischen 1998 und 2017 wuchs die Bevölkerung um jährlich 2,92 %. Von der Bevölkerung leben ca. 27 % in städtischen Regionen und ca. 73 % in ländlichen Regionen. In 119.993 Haushalten leben 593.492 Männer, 574.391 Frauen und 9 Transgender, woraus sich ein Geschlechterverhältnis von 103,3 Männer pro 100 Frauen ergibt und damit einen für Pakistan häufigen Männerüberschuss. Die Alphabetisierungsrate in den Jahren 2014/15 bei der Bevölkerung über 10 Jahren liegt bei 55 % (Frauen: 28 %, Männer: 81 %) und damit über dem Durchschnitt der Provinz Khyber Pakhtunkhwa von 53 %.
| Jahr | Einwohnerzahl |
| ---- | ------------- |
| 1972 | 341.690       |
| 1981 | 422.027       |
| 1998 | 675.667       |
| 2017 | 1.167.892     |